# 극장판 귀멸의 칼날: 무한성편
《극장판 귀멸의 칼날: 무한성편》(일본어: 劇場版「鬼滅の刃」無限城編 영어: Demon Slayer: Infinity Castle)은 2025년 
7월 18일에 공개된 일본의 애니메이션 영화로, 고토게 코요하루의 만화 《귀멸의 칼날》의 극장판이다. 원작 귀멸의 칼날의 최종결전 부분인 최종 국면 편의 3부작 중 첫번째를 다루고 있다.

## 등장인물
- CV 하나에 나츠키 - 카마도 탄지로
- CV 키토 아카리- 카마도 네즈코
- CV 시모노 히로 - 아가츠마 젠이츠
- CV 마츠오카 요시츠구- 하시비라 이노스케

## 같이 보기
- 귀멸의 칼날
- 귀멸의 칼날: 환락의 거리편
- 귀멸의 칼날: 남매의 연
- 귀멸의 칼날: 나타구모산 편
- 귀멸의 칼날: 주합회의·나비저택 편
- 귀멸의 칼날: 무한열차편
- 귀멸의 칼날: 상현집결, 그리고 도공 마을로
- 귀멸의 칼날: 도공 마을편
- 귀멸의 칼날: 합동 강화 훈련편
- 귀멸의 칼날: 장구저택 편
- 귀멸의 칼날: 아사쿠사 편
- 고토게 코요하루